# Pseudothalera carolinae
Pseudothalera carolinae är en fjärilsart som beskrevs av Anthony C. Galsworthy 1997. Pseudothalera carolinae ingår i släktet Pseudothalera och familjen mätare. Inga underarter finns listade.